# Classic Féminine de Vienne Nouvelle-Aquitaine
La Classic Féminine Vienne Nouvelle-Aquitaine est une course cycliste disputée dans le nord de la Nouvelle-Aquitaine. Elle est créée en 2007 et organisée par Poitou-Charentes Animation, dès l'année qui a suivi la création d'une équipe professionnelle UCI Vienne Futuroscope. La course est une épreuve de la Coupe de France féminine depuis sa création.
Devant le succès de cette manifestation, une nouvelle épreuve de Coupe de France féminine est organisée par la même association à partir de 2016, La Picto-Charentaise en ouverture de la dernière étape du Tour Poitou-Charentes en Nouvelle-Aquitaine.

## Palmarès
| Année | Vainqueur               | Deuxième                | Troisième          |
| ----- | ----------------------- | ----------------------- | ------------------ |
| 2007  | Émilie Blanquefort      | Edwige Pitel            | Isabelle Ramès     |
| 2008  | Leda Cox                | Magalie Finot-Laivier   | Emmanuelle Merlot  |
| 2009  | Svetlana Boubnenkova    | Giuseppina Grassi       | Béatrice Thomas    |
| 2010  | Ludivine Loze           | Gabriela Slamova        | Siobhan Dervan     |
| 2011  | Pascale Jeuland         | Mélanie Bravard         | Élodie Hegoburu    |
| 2012  | Audrey Cordon           | Aude Biannic            | Fiona Dutriaux     |
| 2013  | Audrey Cordon           | Roxane Fournier         | Oriane Chaumet     |
| 2014  | Audrey Cordon           | Roxane Fournier         | Mélodie Lesueur    |
| 2015  | Charlotte Bravard       | Fanny Leleu             | Laura Asencio      |
| 2016  | Aude Biannic            | Maéva Paret-Peintre     | Fanny Riberot      |
| 2017  | Eugénie Duval           | Coralie Demay           | Annabelle Dreville |
| 2018  | Camille Devi            | Gladys Verhulst         | Marine Quiniou     |
| 2019  | Clara Copponi           | Gladys Verhulst         | Marine Quiniou     |
| 2020  | Valentine Fortin        | Séverine Eraud          | Margot Pompanon    |
| 2021  | Valentine Fortin        | Marie-Morgane Le Deunff | Maëva Squiban      |
| 2022  | Marie-Morgane Le Deunff | Lara Lallemant          | Chloé Charpentier  |
| 2023  | Julia Aubry             | Anaïs Morichon          | Titia Ryo          |
| 2024  | Justine Gegu            | Océane Goergen          | Élisa Lemétayer    |
| 2025  | Émilie Morier           | Margarita Misyurina     | Constance Marchand |